# Epipleoneura westfalli
Epipleoneura westfalli é uma espécie da ordem dos odonata, que foi descrita pela primeira vez por Machado, em 1986. Epipleoneura westfalli pertence ao gênero Epipleoneura e à família Protoneuridae. É encontrada no Brasil.